# Rue Saint Louis en l'île (album)
Pour la rue de Paris, voir Rue Saint-Louis-en-l'Île.
Albums de Brigitte Fontaine
Kékéland
(2001) Libido
(2006)
Rue Saint Louis en l'île est le quatorzième album de Brigitte Fontaine enregistré en 2004 et sorti la même année. Il contient notamment une reprise de sa chanson Le Nougat (qui apparaissait déjà sur French corazon) avec Mustapha et Hakim Amokrane (Zebda), et un duo avec Areski Belkacem (Le Voile à l'école), qui s'achève sur une référence à Rabelais.
L'album comprend aussi l'adaptation de lettres d'amour en anglais écrites par Simone de Beauvoir, l'humoristique La Veuve Clicquot, et des évocations poétiques de la rue Saint-Louis-en-l'Île (où habite Brigitte), de Fréhel (où Brigitte se rend chaque été) et de la saison hivernale.
Betty Boop et Mado appartiennent au genre du portrait, auquel l'auteur s'adonne particulièrement depuis l'album Les Palaces. Folie constitue une mise au point à l'usage des journalistes parfois peu compréhensifs à son égard. Enfin, pour la frime , la chanteuse a fait figurer à la fin de l'opus sa reprise de L'Homme à la moto sorti précédemment sur un disque hommage à Édith Piaf.

## Liste des titres
| No  | Titre                                                                          | Durée |
| --- | ------------------------------------------------------------------------------ | ----- |
| 1.  | Betty Boop en août                                                             | 3:13  |
| 2.  | Sous 200 watts                                                                 | 2:31  |
| 3.  | Rue Saint Louis en l’île (avec Gotan Project) (B. Fontaine / Astor Piazzolla)  | 4:26  |
| 4.  | La Veuve Clicquot                                                              | 3:37  |
| 5.  | Fréhel                                                                         | 3:47  |
| 6.  | Le Voile à l’école (avec Areski Belkacem)                                      | 2:31  |
| 7.  | Mado                                                                           | 2:45  |
| 8.  | La Chanson de Simone (Simone de Beauvoir adaptation de F. Rozie / A. Belkacem) | 3:21  |
| 9.  | Le Nougat (avec Mustapha et Hakim Amokrane)                                    | 3:31  |
| 10. | Et cætera (B. Fontaine / B. Jocky)                                             | 4:05  |
| 11. | Éloge de l'hiver                                                               | 4:23  |
| 12. | Le Grand Jamais                                                                | 4:05  |
| 13. | Folie                                                                          | 5:12  |
| 14. | L'Homme à la moto (Jerry Leiber et Mike Stoller, adaptation de Jean Dréjac)    | 2:12  |

Sauf indication les chansons sont signées Brigitte Fontaine et Areski Belkacem.

## Classement
| Chart    | Meilleur classement | Nombre de semaines dans le Top 50 | Certification |
| -------- | ------------------- | --------------------------------- | ------------- |
| France   | 18                  | 11                                |               |
| Belgique | 44                  | 3                                 |               |
| Suisse   | 88                  | 1                                 |               |